# Mesechinus dauuricus
Mesechinus dauuricus е вид бозайник от семейство Таралежови (Erinaceidae).

## Разпространение
Видът е разпространен в Китай, Монголия и Русия.